# Philodromus catagraphus
Philodromus catagraphus este o specie de păianjeni din genul Philodromus, familia Philodromidae, descrisă de Simon, 1870.
Este endemică în Spania. Conform Catalogue of Life specia Philodromus catagraphus nu are subspecii cunoscute.